# Polsko a zbraně hromadného ničení
Polsko vlastnilo zbraně hromadného ničení ve formě chemických zbraní před druhou světovou válkou. Během studené války byly v Polsku uloženy nukleární hlavice, určené pro použití Polskou lidovou armádou, nebyly však ve výlučném vlastnictví Polska. Po skončení studené války Polsko spolupracovalo s Ruskem na likvidaci zásob chemických a biologických zbraní, vyvinutých zeměmi Varšavské smlouvy. Polsko je také od 4. února 1929 signatářem Ženevského protokolu.

## Chemické zbraně
Polsko ratifikovalo Úmluvu o zákazu chemických zbraní v srpnu 1995 a poté nikdy neoznámilo, že by vyvíjelo nebo skladovalo chemické zbraně. Během Sumitu G8 v roce 2004 byla uzavřena polsko-ruská smlouva o likvidaci chemických zbraní. Ve smlouvě se Polsko zavázalo pomoci Rusku s likvidací zásob lewisitu.

## Biologické zbraně
Polsko ratifikovalo Úmluvu o zákazu biologických zbraní v 25. ledna 1973 a není známo, že by se zabývalo jakoukoli činností, zakázanou touto smlouvou.

## Jaderné zbraně

### Sovětské jaderné hlavice v Polsku

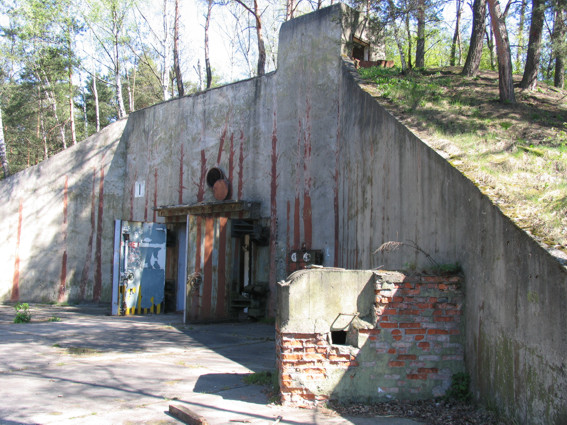
Former Soviet nuclear weapons warehouse Granit 2 near Szprotawa, Poland

Polsko, dříve členská země Varšavské smlouvy, vlastnilo sovětské nukleární zbraně. Polská lidová armáda byla vybavena prostředky, schopnými dopravit jaderné nálože na určený cíl. Šlo jak o leteckou techniku (jako např. MiG-21, Su-7 and Su-22), tak i o balistické střely s krátkým doletem (R-300 Elbrus, 9K52 Luna-M a OTR-21 Točka). Tato technika by pravděpodobně byla jadernými zbraněmi v případě války vybavena. Sovětský svaz měl také před koncem studené války na polském území značné množství vlastních vojsk, která byla jadernými zbraněmi vybavena. V roce 1991 Polsko oznámilo, že ze svého arzenálu odstraní bojové prostředky, schopné dopravovat jaderné zbraně, následně si však pro vlastní obranu ponechalo 40 systémů OTR-21 Točka, vybavených konvenčními hlavicemi. Tyto nosiče jsou však již všechny mimo službu.
Od začátku 60. let 20. století byly jaderné zbraně skladovány na sovětských základnách pro vlastní potřebu sovětské armády, jako odpověď na rozmístění amerických jaderných zbraní v Západní Evropě v polovině 50. let. V roce 1967 byl však dohodnut tzv. Program Visla, podle nějž měly být vybudovány sklady, ve kterých by sovětské jaderné zbraně mohly být dány v případě války k dispozici polské armádě, čímž měl být zrcadlen koncept jaderného sdílení států NATO. Tři sklady byly dokončeny koncem roku 1969 v lesích poblíž vesnic Brzeźnica-Kolonia, Podborsko a Templewo v západním Polsku. 28. února 1970 byla podepsána dohoda o využití skladů, ale procedura k převodu jaderných zbraní polské armádě nebyla nikdy definována v detailu, což umožnilo Sovětskému svazu interpretovat smlouvu podle svých potřeb a je možné, že Sovětský svaz nikdy převod uskutečnit nezamýšlel. Smlouva přestala platit v roce 1990 po jednoleté výpovědi a jaderné zbraně pak byly pravděpodobně z Polska odstraněny.

### Polský program jaderných hlavic
Je možné, že kromě sovětských jaderných hlavic, určených k použití polskou armádou v případě války, existoval i pokus polských úřadů o vlastní vývoj termojaderných zbraní. V 70. letech 20. století skupina vědců pod vedením Sylwestera Kaliskiego pracovala na spuštění jaderné fúze pomocí vysokoenergetických laserů. Projekt obdržel značné finanční prostředky a osobní podporu prvního tajemníka polské Sjednocené dělnické strany, Edwarda Giereka. Výzkum byl ukončen poté, co Kaliski v roce 1978 přišel o život při automobilové nehodě, jejíž okolnosti nebyly vyjasněny.